# شاين غراهام
شاين غراهام (بالإنجليزية: Shayne Graham)‏ هو لاعب كرة قدم أمريكية أمريكي، ولد في 9 ديسمبر 1977 في رادفورد في الولايات المتحدة.

## وصلات خارجية
- شاين غراهام على موقع مرجع كرة القدم المحترفة.كوم (الإنجليزية)